# Повітрозабірник

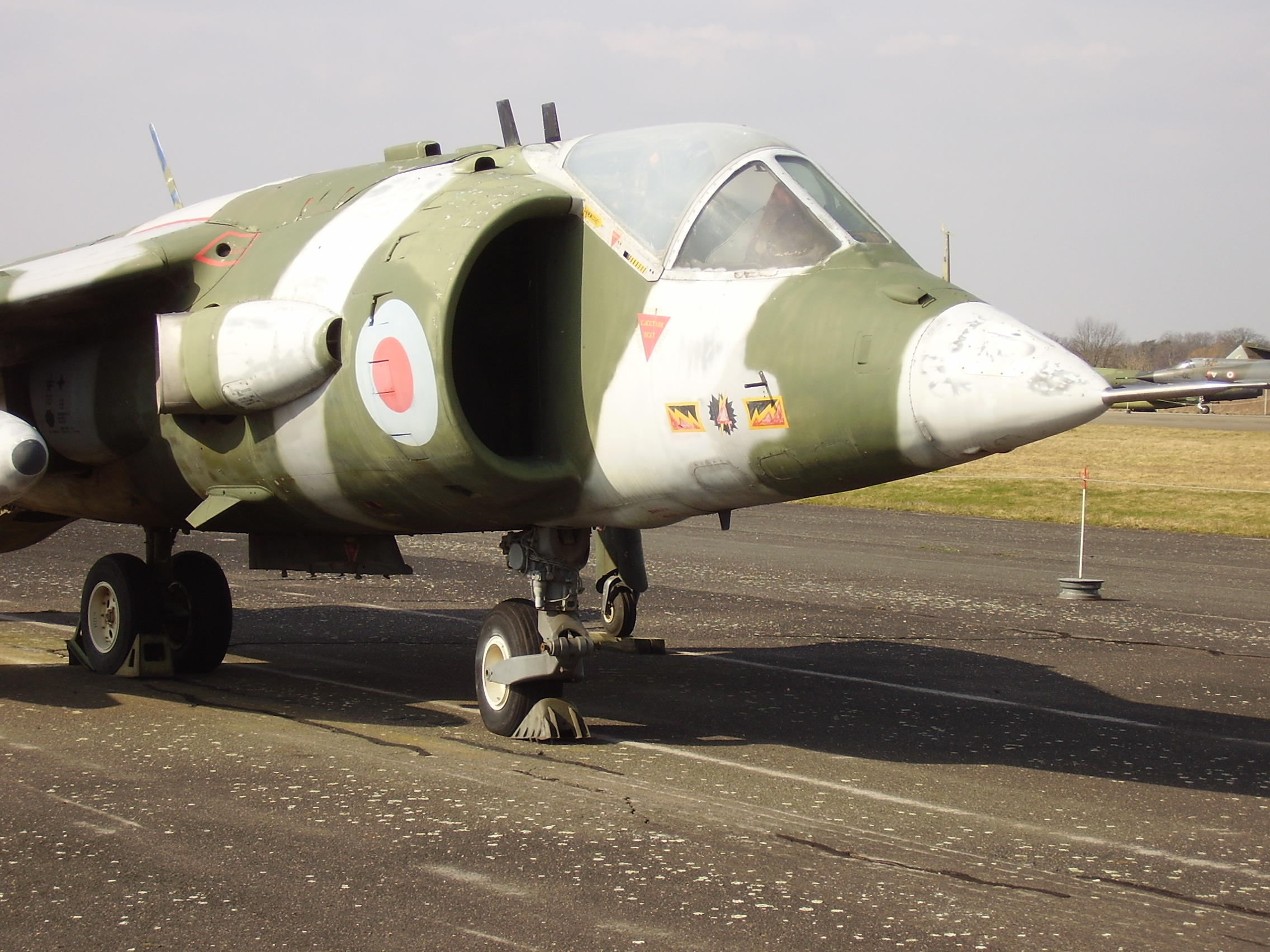
Повітрозабірник літака Hawker Siddeley Harrier

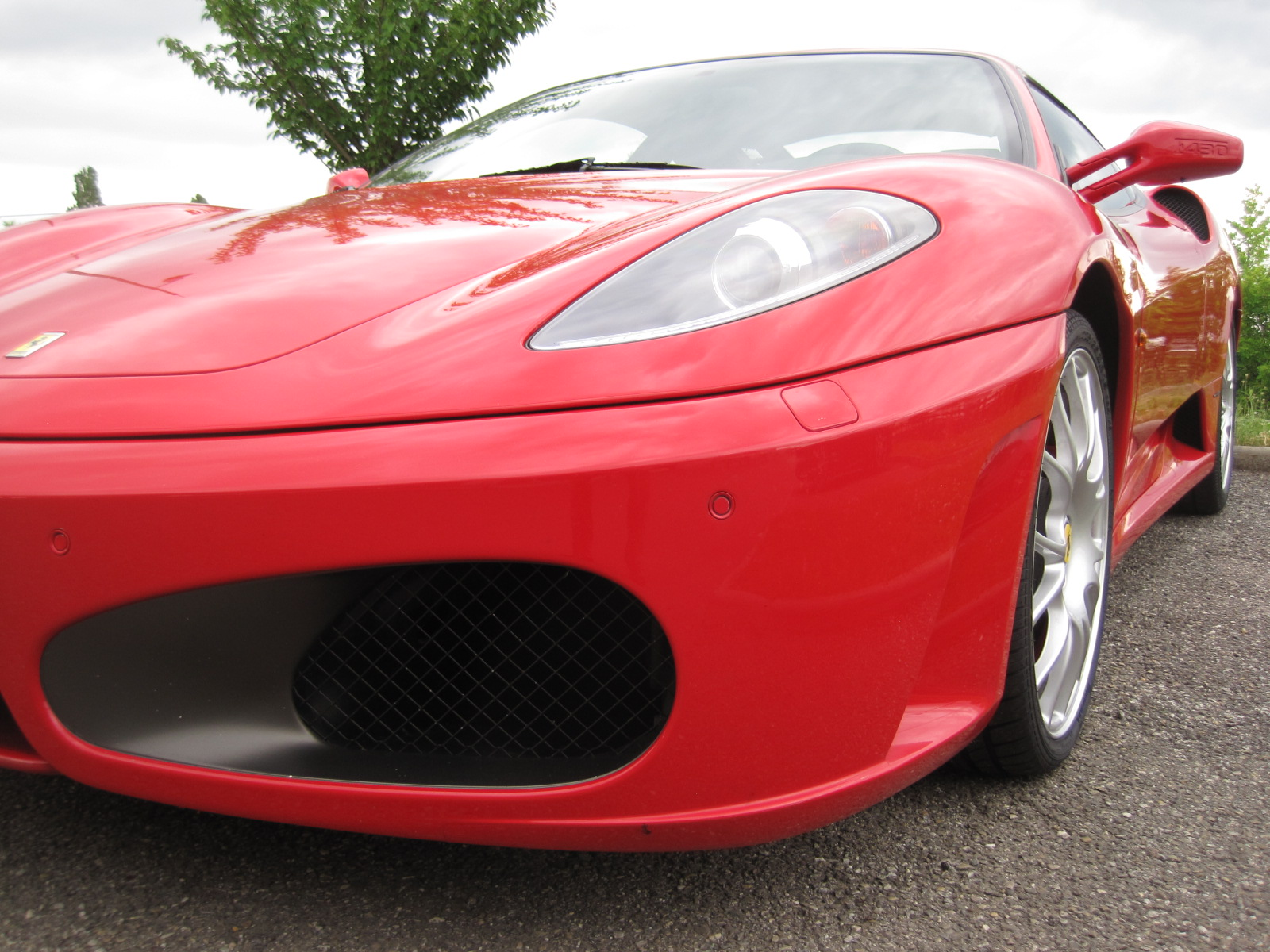
Вхідна частина повітрозабірника у Ferrari F430

Повітрозабі́рник або повітрозабира́ч — елемент конструкції машини, що служить для забору навколишнього повітря і його спрямованої подачі до різних внутрішніх систем, агрегатів і вузлів для різного застосування: як теплоносія, окисника для палива, створення запасу стиснутого повітря. Повітрозабірник складається з труб або повітряних каналів, сполучених з атмосферою.
Застосовується в системах живлення й охолоджування двигунів літальних апаратів і автомобілів, в системах кондиціювання повітря їхніх кабін і салонів тощо.
Забір повітря здійснюється за рахунок тиску, що створює потік зустрічного потоку повітря, або розрідження, що виникає, наприклад, при ході поршня в циліндрі.

## Авіаційний повітрозабірник
З розвитком реактивних двигунів і подальших можливостей літака для подорожей на надзвукових швидкостях, було необхідно розробити повітрозабірники для оптимального потоку повітря при будь-якій швидкості, що дозволило б компресору працювати на своїй оптимальній швидкості потоку, незалежно швидкості повітря в гирлі споживання. Ці проєкти є дуже складними у зв'язку з вимогою, щоб управляти потоком і фронтом ударної хвилі яка формується на надзвукових режимах польоту.
Повітрозабірник авіаційного двигуна — це ретельно спроєктована і виготовлена конструкція, від виконання якої залежать параметри і надійність роботи двигуна у всіх експлуатаційних режимах.
На надзвукових літаках повітрозабірники часто роблять регульованими. Застосовують різні електрогідравлічні автомати для регулювання прохідного перерізу («горла») повітрозабірника. Зазвичай використовують відхиляємий вертикальний (Су-24) чи горизонтальний «клин» (МіГ-25), або висувний «конус» (МіГ-21, Ту-22).